# Llanrwst
Llanrwst är en liten stad och community vid floden Conwy i kommunen Conwy. Näringslivet i staden med omgivning utgörs av ullindustri. Tillverkning av harpor har också varit populärt. Idag är turism den huvudsakliga industrin liksom jordbruk.

## Eisteddfod Genedlaethol
Den nationella festivalen anordnades i Llanrwst åren 1951 och 1989.